# Anisophyllea manausensis
Anisophyllea manausensis là một loài thực vật có hoa trong họ Anisophylleaceae. Loài này được Pires & W.A.Rodrigues mô tả khoa học đầu tiên năm 1971.